# Ferenc Kósa
Ferenc Kósa (Nyíregyháza, 21 de noviembre de 1937 – Budapest, 12 de diciembre de 2018) fue un director de cine y guionista húngaro. Dirigió 13 películas entre 1961 y 1988. Ganó el galardón de mejor director del Festival Internacional de Cine de Cannes de 1967 por su film Tízezer nap.

## Filmografía seleccionada
- Feldobott kő (1969)
- Tízezer nap (1967)
- Hószakadás ("Snowfall") (1974)

## Premios y nominaciones
Festival Internacional de Cine de Cannes
| Año  | Categoría      | Película    | Resultado |
| ---- | -------------- | ----------- | --------- |
| 1967 | Mejor director | Tízezer nap | Ganador   |